# Quilotòrax
El quilotòrax és l'acumulació de limfa a la cavitat pleural. El líquid limfàtic es concentra entre el pulmó i la cavitat pleural. Aquesta patologia és considerada una variant de l'embassament pleural. Aquest concepte, introduït l'any 1917 per Pick, és la causa més freqüent d'embassament pleural en el nounat. Altres diuen que el concepte va ser introduït, molt abans, per Bartolet l'any 1633.

## Característiques del quil
El quil, substància que s'acumula entre pulmó i paret cavitat pleural, té tota una sèrie de característiques físiques i bioquímiques que permeten la seva detecció. Una gran pèrdua d'aquesta substància desencadena alteracions immunològiques i nutricionals.
Les característiques físiques són: estèril, Ph alcalí i molt similar a la llet. Pel que fa a les cares característiques bioquímiques el quilo està format per albúmina, limfòcits i grasses. Alguns percentatges de la seva composició són: l'albúmina d'1,2 a 4,1 gr/dl, triacilglicerols <110mg/dl, colesterol de 65-220 mg/dl, entre d'altres.

## Etiologia
L'etiologia del quilotòrax es pot classificar en quatre grans grups. Les neoplàsies poden desencadenar un quilotòrax com a efecte secundari aquestes, especialment els linfomes i tumor mediastínics, les traumàtiques que inclouen tots els procediments quirúrgics, les idiopàtiques sense cap causa coneguda i les miscelànies.

Distribució del sistema limfàtic per regions. Sistema productor de la limfa

Actualment, s'ha elaborat una altra classificació més senzilla entre quilotòrax traumàtic i no traumàtic. El traumàtic engloba tots els procediments quirúrgics, lesions al conducte toràcic, lesions penetrants al coll, entre d'altres. El no traumàtic engloba les causes esmentades anteriorment.

## Signes i símptomes
La simptomatologia que es presenta en el cas del quilotòrax ens permetrà dur a terme el diagnòstic juntament amb algunes proves complementàries. Els signes i símptomes més habituals són: un increment de triacilglicerols >110mg/dl i la seva presència en menys de 50mg/dl elimina el possible diagnòstic, dispnea, febre, palpitacions, pèrdua de pes, astènia, etc.

## Tractament
El tractament del quilotòrax pot ser no quirúrgic o quirúrgic. Aquest serà indivualitzat segons simptomatologia i l'etiologia. A cada pacient s'haurà de fer una valoració precisa per saber quin tractament és el més adequat. El tractament té com a objectiu recuperar un patró respiratori normal, disminuir el líquid acumular i mantenir un estat nutricional adequat.

### No quirúrgic
El tractament no quirúrgic inclou diferents mesures per disminuir el líquid limfàtic a la cavitat pleural. Algunes d'elles són: modificació de la dieta utilitzant triacilglicerols de cadena mitjana o nutrició parenteral total, toracocentesi terapèutica, tractament de la malaltia subjacent, embolització del conducte toràcic, entre d'altres.

### Quirúrgic
El tractament quirúrgic consta de tota una sèrie de tècniques i mesures més invasives que les anteriors. Per exemple, pleurodesi amb talc, shunt pleuroperitoneal, pleurectomia i reparació o lligadura del conducte toràcic per toracoscòpia o toracotomia.